# 古怨
《古怨》古琴曲，作者姜夔，《白石道人歌曲》中有他十七首自制的歌曲，并附有律呂譜、減字譜及俗字譜。《古怨》是其中唯一附有琴譜指法(減字譜)的一首，也是现存最早的一首琴歌歌谱。姜夔的资料以“清妙秀远”见称，这首《古怨》借用佳人薄命、美人迟暮，来哀叹时势多变。“满目江山兮泪屦”，隐约地吐露出对国势危亡的关心，全曲共三段，前两段有相同的前奏，第二段有不少变音，增加了哀婉缠绵的情调。

## 琴谱《白石道人歌曲》中歌詞原文
日暮四山兮煙霧，暗前浦，將維舟兮無所。追我前兮不逮，懷後來兮何處，屢回顧。 泛聲 世事兮何據，手翻覆兮雲雨。過金谷兮花謝委麈土，悲佳人兮薄命誰爲主。豈不猶有春兮，妾自傷兮遲暮，髮將素。 歡有窮兮恨無數，弦欲絕兮聲苦。滿目江山兮淚沾屨。君不見年年汾水上兮，惟秋雁飛去。

## 外部連結
- YouTube上的〈古怨〉，龔琳娜演唱、林晨、王華演奏